# مليسنا
مليسنا Mlesna هي شركة شاي في سريلانكا.
تنتج الشركة العديد من المنتجات الشاي المختلفة: الشاي الأسود والأخضر والمعطر وشاي الأعشاب.
تأسست عام 1983.